# 上浦幌パーキングエリア
上浦幌パーキングエリア（かみうらほろパーキングエリア）は、北海道十勝郡浦幌町字栄穂（えいほ）にある道東自動車道のパーキングエリアである。

## 歴史
- 2015年（平成27年）
  - 3月29日 - 供用開始[1][2]。
  - 8月12日 - 自動販売機を設置[3]。

## 管理
- 国土交通省北海道開発局

## 施設

### 上り線（帯広・千歳方面）
- 駐車場[4]
  - 小型：10台
  - 大型：5台
  - セミトレーラー：1台
  - 二輪車：4台
  - 身障者用：1台
- トイレ
  - 男性：大?・小?
  - 女性：?
  - 身障者用：?
- 自動販売機

### 下り線（釧路方面）
- 駐車場[4]
  - 小型：10台
  - 大型：5台
  - セミトレーラー：1台
  - 二輪車：4台
  - 身障者用：1台
- トイレ
  - 男性：大2・小3
  - 女性：?
  - 身障者用：1
- 自動販売機

## 隣
E38 道東自動車道
(13) 本別IC - 上浦幌PA - (14) 浦幌IC